# 의당면
의당면(儀堂面)은 대한민국 충청남도 공주시의 면이다. 면적은 51.3km2이고, 인구는 2016년 12월 말 기준으로 5,445 명이다. 2012년 7월 1일부로 태산리·용암리·송학리·용현리·송정리가 세종특별자치시로 편입됨에 따라 천태산을 가운데 두고 의당로로만 면의 남부와 북부가 연결되는 모양새를 띠고 있다.

동쪽으로는 세종특별자치시 연서면과 세종특별자치시 장군면, 서쪽으로는 정안면과 우성면, 남쪽으로는 신관동, 월송동, 북쪽으로 세종특별자치시 전의면과 접해 있다.

## 연혁
1914년의 행정구역과 현재의 행정구역 비교
| 1914년          | 1914년                                                                                         | 현재          | 현재                                                                                           |
| 면              | 리                                                                                             | 시·구·면      | 리                                                                                             |
| --------------- | ---------------------------------------------------------------------------------------------- | ------------- | ---------------------------------------------------------------------------------------------- |
| 의당면 (儀堂面) | 가산리, 덕학리, 도신리, 두만리, 수촌리, 오인리, 요룡리, 월곡리, 유계리, 율정리, 중흥리, 청룡리 | 공주시 의당면 | 가산리, 덕학리, 도신리, 두만리, 수촌리, 오인리, 요룡리, 월곡리, 유계리, 율정리, 중흥리, 청룡리 |
| 의당면 (儀堂面) | 송정리 일부, 송정리 일부, 송학리, 용암리, 용현리, 태산리                                       | 세종 장군면   | 송정리, 송문리, 송학리, 용암리, 용현리, 태산리                                                 |

- 백제시대 : 웅천 관할지역에 속했다.
- 신라시대 : 웅주 관할지역에 속했다.
- 고려시대 : 공주목 관할지역에 속했다.
- 조선시대 : 공주군 의랑 요당면으로 개칭되었으며 53개리를 관할하였다.
- 1914년 : 행정구역 개편으로 의당면이라 칭하고 23개리를 관할하였다.
- 1980년 : 월곡리에서 청룡리로 면청사를 이전하였다.
- 1983년 : 송정1리가 송문리로 개칭해 장기면에 이관되었다.
- 1986년 : 공주시.군으로 분리되어 공주군에 편입되었다.
- 1995년 : 도농복합 공주시 설치로 공주시에 편입되었다.
- 1999년 : 아파트 단지조성으로 청룡3,4리 신설하여 24개리를 관할하였다.
- 2012년 7월 1일 : 세종특별자치시가 설치되면서 태산리·용암리·송학리·용현리·송정리가 세종시 장군면에 편입되어 17개리를 관할하였다.[2]

## 법정리
- 청룡리(靑龍里): 행정복지센터 소재지.
- 가산리(佳山里)
- 도신리(道新里)
- 덕학리(德鶴里)
- 두만리(斗滿里)
- 수촌리(水村里)
- 오인리(五仁里)
- 요룡리(要龍里)
- 월곡리(月谷里)
- 유계리(柳溪里)
- 율정리(栗亭里)
- 중흥리(中興里)